# Velimir Perasović
Velimir Perasović, född 9 februari 1965 i Split i Kroatien (dåvarande Jugoslavien), är en kroatisk basketspelare som tog OS-silver 1992 i Barcelona. Detta var första gången som Kroatien deltog som självständig nation. Han började spela basket som 14-åring och började därefter spela för KK Split.